# Озёрный (Саратовская область)
Озёрный — посёлок в Дергачёвском районе Саратовской области в составе сельского поселения Орошаемое муниципальное образование.

## География
Находится на расстоянии примерно 23 километр по прямой на юг-юго-восток от районного центра поселка Дергачи.

## История
Официальная дата основания 1932 год.

## Население
Постоянное население составляло 140 человека в 2002 году (казахи 88%) , 28 в 2010.